# Misión Santo Domingo de la Frontera
La Misión Santo Domingo fue fundada entre los indios Kiliwa de la Baja California, México, por los dominicos Miguel Hidalgo y Manuel García en 1775. Está cerca de la Colonia Vicente Guerrero, al nordeste de San Quintín.
El primer asentamiento de la misión estaba a aproximadamente 13 kilómetros al este de la costa pero, al resultar inadecuado el suministro de agua, en 1793 la misión tuvo que desplazarse más o menos 4 kilómetros más al este. La población nativa se vio mermada bajo el impacto de enfermedades del Viejo Mundo y a partir de 1821 el sitio dejó de ser atendido por un sacerdote residente. Las paredes de adobe en ruinas sobreviven aún, atestiguando la antigua presencia de la misión.

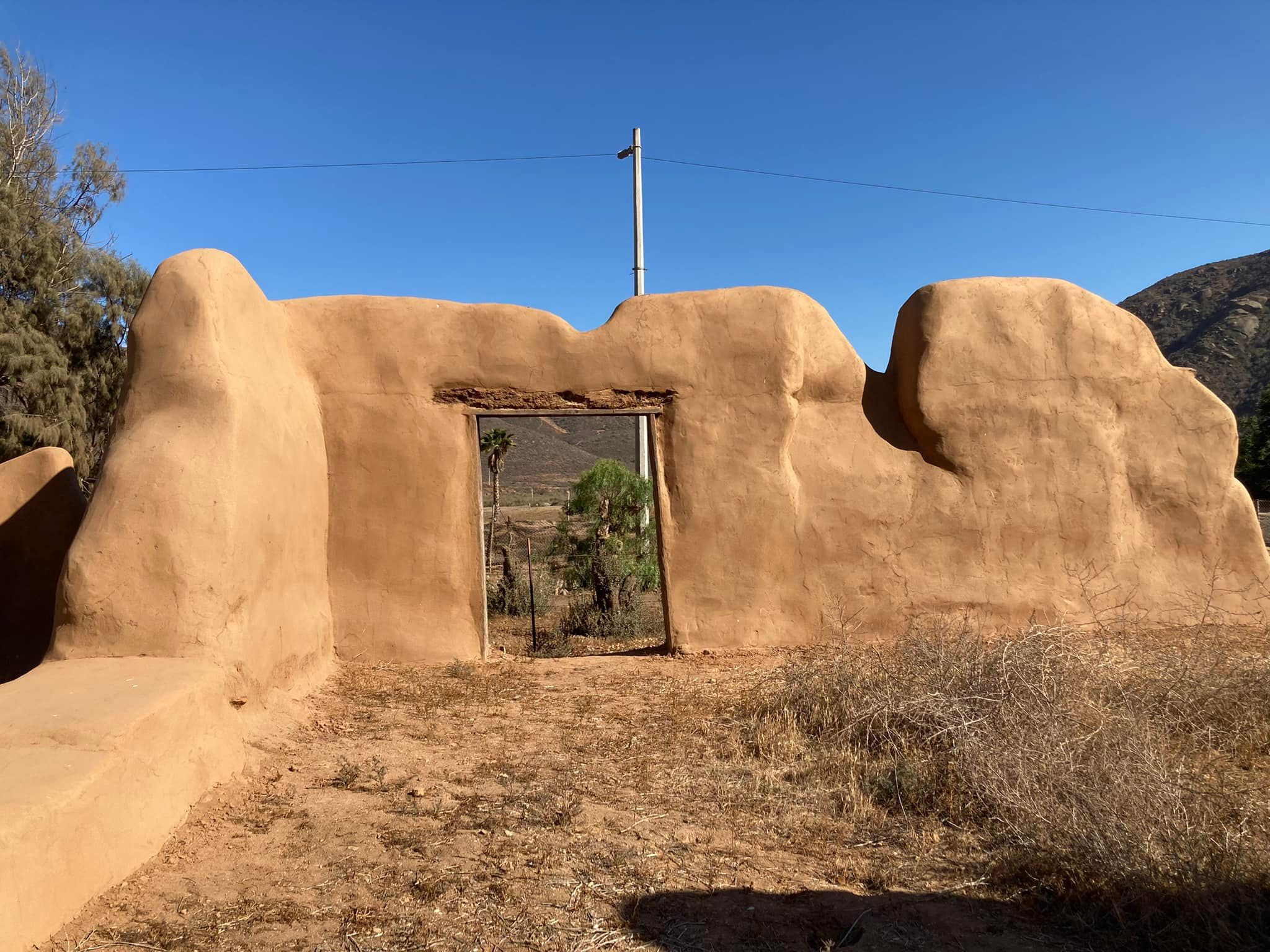
Ruinas de la Misión de Santo Domingo localizadas al este de Vicente Guerrero, Baja California en el Municipio de San Quintín.